# Aeroportul Tocumwal
Aeroportul Tocumwal (IATA: TCW, ICAO: YTOC) este un aeroport din Noul Wales de Sud, Australia.
Situat la o altitudine de 114 m, aeroportul dispune de o singură pistă. Este operat de Berrigan Shire⁠(d).